# Elezioni parlamentari in Belize del 2012
Le elezioni parlamentari in Belize del 2012 si tennero il 7 marzo per il rinnovo della Camera dei rappresentanti.

## Risultati
| Liste                       | Voti    | %     | Seggi |
| --------------------------- | ------- | ----- | ----- |
| Partito Democratico Unito   | 64 976  | 50,43 | 17    |
| Partito Unito del Popolo    | 61 832  | 47,99 | 14    |
| Partito Nazionale Popolare  | 828     | 0,64  | –     |
| Indipendenti                | 822     | 0,64  | –     |
| Visione Ispirata dal Popolo | 382     | 0,30  | –     |
| Totale                      | 128 840 | 100   | 31    |